# Rysk-ortodoxa kyrkans nya martyrers och bekännares synaxis
Rysk-ortodoxa kyrkans nya martyrers och bekännares synaxis är en grupp av helgon i den Rysk-ortodoxa kyrkan, som är tillägnad de helgon som blev förföljda för sin östortodoxa kristna tro efter oktoberrevolutionen 1917.
År 2024 fanns det drygt 1600 helgon och martyrer i gruppen.

## Firande
Enligt ett beslut som genomfördes år 1992 bestämdes det att minnet av helgonen ska firas den 7 februari enligt den julianska kalendern (25 januari enligt den gregorianska). Detta gäller dock enbart om det är på en söndag. Skulle datumet vara en annan dag ska firandet istället äga rum på söndagen som är närmast den 7 februari/25 januari.
Detta beror på att den Rysk-ortodoxa kyrkan utanför Ryssland har en annan sedvänja när det kommer till firandet av denna helgondag, jämfört med Moskvapatriarkatet (Rysk-ortodoxa-kyrkan).

## Historik
Även att Sovjetunionen hade en stark antireligiös politik började den Rysk-ortodoxa kyrkan med helgonförklaringar redan år 1988.
Efter Sovjetunionens upplösning 1991 började många kloster och kyrkobyggnader att byggas upp och den Rysk-ortodoxa kyrkan växte med tiden. I samband med det började också arbetet med att söka efter nyare helgon. Detta ledde till att enbart under år 2000 blev mer än 1 000 biktfäder och martyrer förklarade som helgon.
Det uppskattas att antalet av de nya helgonen överstiger antalet martyrer som blev mördade för deras tro på Kristus under kristendomens tre första århundraden.

## Exempel på helgon
Exempel på helgon som ingår i gruppen är:
- Tsar Nikolaj II av Ryssland (1894-1918)[1][5]
- Tsaritsa Alexandra av Hessen (1872-1918)[1][5]
- Storfurstinna Olga Nikolajevna Romanova (1895-1918)[1][5]
- Storfurstinnan Tatiana Nikolajevna Romanova (1897-1918)[1][5]
- Storfurstinnan Maria Nikolajevna Romanova (1899-1918)[1][5]
- Storfurstinnan Anastasia Nikolajevna Romanova (1901-1918)[1][5]
- Tsarevitj Aleksej Nikolajevitj (1904-1918)[1][5]
- Patriark Tichon av Moskva (1865–1925)[2][5]
- Präst Johannes Kochurov (1871–1917)[5]

## Bilder

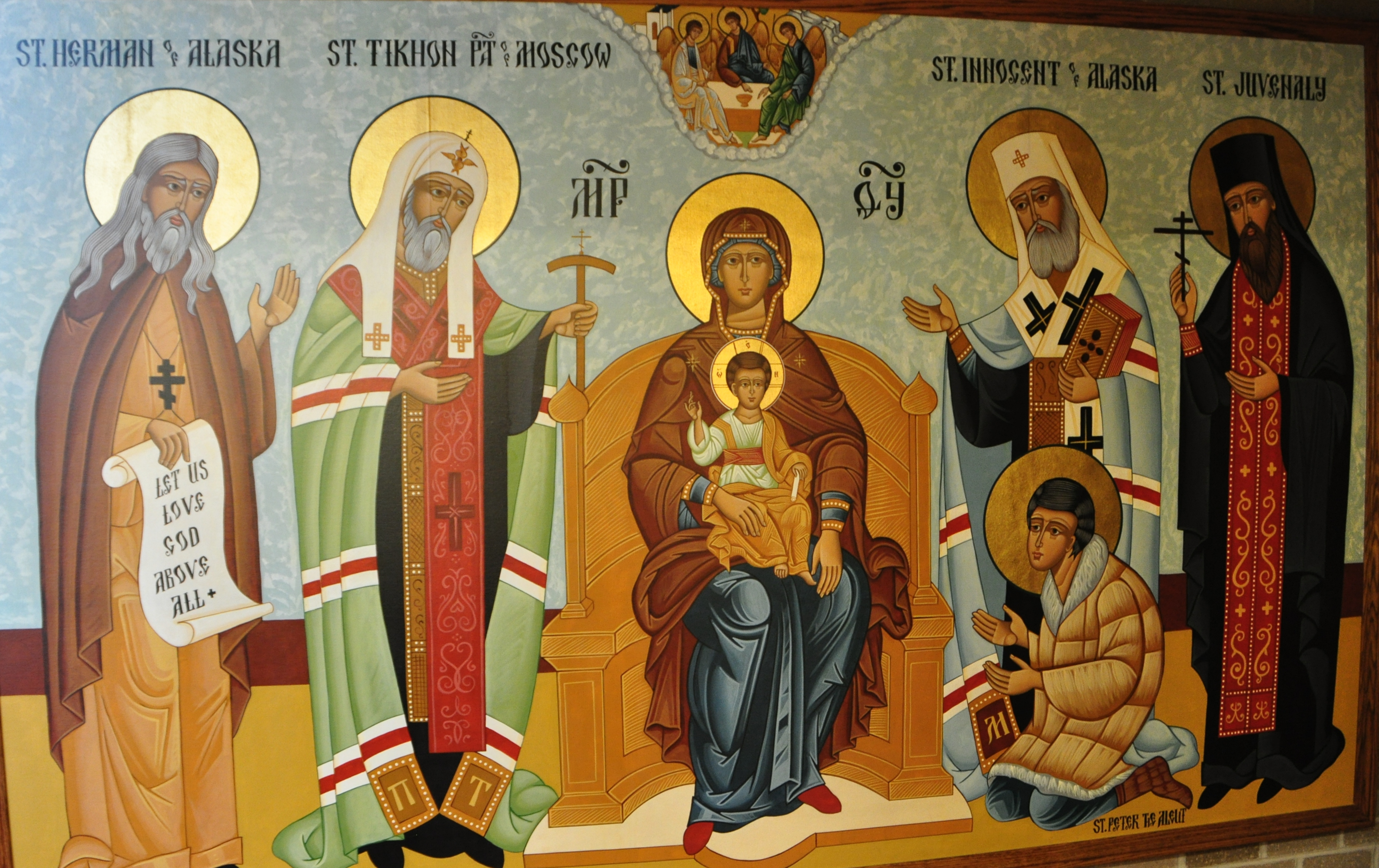
Patriark Tichon av Moskva avbildad på en fresk (näst längst till vänster).
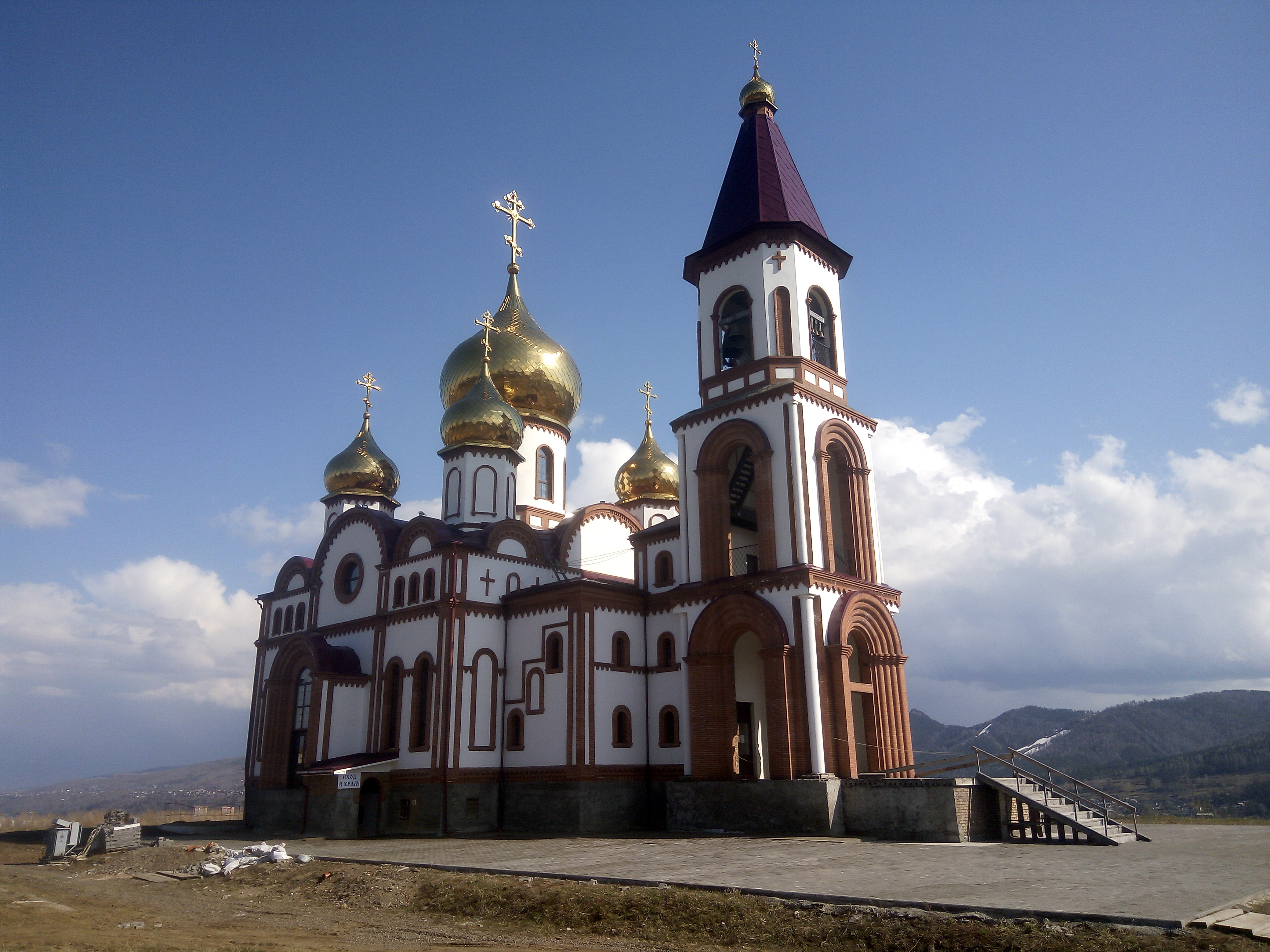
Rysk-ortodoxa kyrkans nya martyrers och bekännares kyrka i Krasnojarsk.